# Hiroshi Hayano
Hiroshi Hayano (早野 宏史, Hayano Hiroshi) est un footballeur japonais né le 14 novembre 1955.

## Palmarès de joueur
- Vice-champion du Japon en 1983 et 1984
- Vainqueur de la Coupe du Japon en 1983 et 1985
- Finaliste de la Coupe de la Ligue japonaise en 1983 et 1985